# Tommaso Boggio
Tommaso Boggio (Valperga, 22 de dezembro de 1877 – Turim, 25 de maio de 1963) foi um matemático italiano.
Foi palestrante convidado do Congresso Internacional de Matemáticos em Roma (1908: Sopra alcuni teoremi di fisica-matematica). Escreveu, com Burali-Forti, Meccanica Razionale, publicado em 1921 por S. Lattes & Compagnia.